# Passandrina striblingi
Passandrina striblingi is een keversoort uit de familie Passandridae. De wetenschappelijke naam van de soort is voor het eerst geldig gepubliceerd in 1991 door Burckhardt & Slipinski.